# Municipio de Croton (Míchigan)
El municipio de Croton (en inglés: Croton Township) es un municipio ubicado en el condado de Newaygo en el estado estadounidense de Míchigan. En el año 2010 tenía una población de 3228 habitantes y una densidad poblacional de 34,26 personas por km².

## Geografía
El municipio de Croton se encuentra ubicado en las coordenadas 43°25′17″N 85°37′57″O / 43.42139, -85.63250. Según la Oficina del Censo de los Estados Unidos, el municipio tiene una superficie total de 94.22 km², de la cual 87,28 km² corresponden a tierra firme y (7,36 %) 6,94 km² es agua.

## Demografía
Según el censo de 2010, había 3228 personas residiendo en el municipio de Croton. La densidad de población era de 34,26 hab./km². De los 3228 habitantes, el municipio de Croton estaba compuesto por el 96 % blancos, el 0,34 % eran afroamericanos, el 1,02 % eran amerindios, el 0,43 % eran asiáticos, el 0,9 % eran de otras razas y el 1,3 % eran de una mezcla de razas. Del total de la población el 2,94 % eran hispanos o latinos de cualquier raza.